# Oshtūbīn
Oshtūbīn (persiska: وشتُوبين, اشتوبین, وشتُبين, اوشتبين) är en ort i Iran.   Den ligger i provinsen Östazarbaijan, i den nordvästra delen av landet, 600 km nordväst om huvudstaden Teheran. Oshtūbīn ligger 608 meter över havet och antalet invånare är 653.
Terrängen runt Oshtūbīn är bergig söderut, men norrut är den kuperad. Oshtūbīn ligger nere i en dal. Runt Oshtūbīn är det ganska glesbefolkat, med 27 invånare per kvadratkilometer. Oshtūbīn är det största samhället i trakten. Trakten runt Oshtūbīn består i huvudsak av gräsmarker.